# 渡邊正清

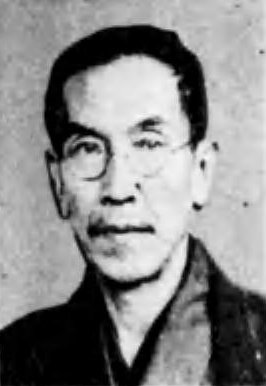
渡邊正清

渡邊 正清（わたなべ まさきよ、慶応2年9月9日（1866年10月17日） – 昭和3年（1928年）9月3日）は、日本の衆議院議員（憲政会→立憲民政党）、検事、弁護士。

## 概要
1866年、長門国阿武郡萩町（現在の山口県萩市）に出生。1895年、明治法律学校（現在の明治大学）を卒業。同年に判事検事登用試験に合格し、司法官試補を経て、宇都宮地方裁判所・大分地方裁判所・福岡地方裁判所・大阪地方裁判所の検事を務めた。徳島地方裁判所の次席検事に昇進したが、1906年に退官し徳島市で弁護士を開業した。徳島市会議員、徳島毎日新聞社監査役、日本化学工業株式会社取締役等を歴任。
1927年の衆議院補欠選挙に憲政会より立候補して当選し、憲政会と政友本党が合同して立憲民政党が成立すると、徳島支部顧問となった。1928年満61歳で死去。